# سلمر مارتین جانسون
سلمر مارتین جانسون (به انگلیسی: Selmer Martin Johnson) (21 مارس ۱۹۱۶ – ۲۶ ژوئن 1996)، یک ریاضیدان آمریکایی و همچنین یکی از محققان ابرشرکت رند (به انگلیسی: RAND Corporation) بود.

## زندگی‌نامه
.. جانسون در ۲۱ مه سال ۱۹۱۶ در بول، مینه سوتا چشم به جهان گشود. وی کارشناسی و سپس کارشناسی ارشد ریاضیات خود را از دانشگاه مینه سوتا در سال‌های ۱۹۳۸ و ۱۹۴۰ گرفت. جنگ جهانی دوم مسبب وقفه در تحصیلات ریاضیات جانسون شد زیرا؛ او داوطلب خدمت سربازی در نیروی هوایی ایالات متحده شد و درجه بالایی کسب کرد. در حین سربازی، مدرک کارشناسی ارشد رشته هواشناسی از دانشگاه نیویورک خود را در سال ۱۹۴۲ گرفت. پس از جنگ، جانسون به تحصیلات تکمیلی در رشته ریاضیات در دانشگاه ایلینویز در آربانا شمپینگ بازگشت و مقطع دکترا را در سال ۱۹۵۰ به اتمام رساند؛ پایان‌نامه خود که دربارهٔ نظریه اعداد بود، توسط دیوید بورجین (به انگلیسی: David Bourgin)، یکی از دانشجویان جورج دیوید بیرکهوف مورد بررسی قرار گرفت. در همان سال او به ابرشرکت رند پیوست، و یکی از اعضای جایی که به عنوان «عالی‌ترین گروه ریاضیدانانی که تا آن موقع مجتمع شده بودند و بر روی بهینه سازی کار می‌کردند» یاد می‌شد، شده بود.

## تحقیقات
به همراه جورج دانتزینگ و دلبرت ری فولکرسون (به انگلیسی: D. R. Fulkerson)، جانسون پیشگام استفاده از روش برش هواپیما برای برنامه‌ریزی خطی عدد صحیح در حل مسئله فروشنده دوره‌گرد بود. ا همچنین او کمک‌های مهمی به نظریه برنامه‌ریزی فرایند تولید و اولین مقاله در باب flow shop scheduling problem که بینان گذار خیلی از تحقیقات آینده شد، نوشت.
نمودار جانسون و جانسون طرح که نزدیک‌ترین ارتباط را با آنان دارد، با نام جانسون نام‌گذاری شدند، برای مثال ستاین هوس-جانسون-ترتر الگوریتم برای یافتن تمام جایگشت‌ها از n شی با جابجایی اشیاء همجوار است.